# Fatehganj Pashchimi
Fatehganj Pashchimi é uma cidade e uma nagar panchayat no distrito de Bareilly, no estado indiano de Uttar Pradesh.

## Demografia
Segundo o censo de 2001, Fatehganj Pashchimi tinha uma população de 20,811 habitantes. Os indivíduos do sexo masculino constituem 53% da população e os do sexo feminino 47%. Fatehganj Pashchimi tem uma taxa de literacia de 47%, inferior à média nacional de 59.5%: a literacia no sexo masculino é de 54% e no sexo feminino é de 39%. Em Fatehganj Pashchimi, 20% da população está abaixo dos 6 anos de idade.